# Vanmanenia hainanensis
Vanmanenia hainanensis är en fiskart som beskrevs av Chen och Zheng, 1980. Vanmanenia hainanensis ingår i släktet Vanmanenia och familjen grönlingsfiskar. Inga underarter finns listade i Catalogue of Life.